# NGC 1473
NGC 1473 је галаксија у сазвежђу Хидрус која се налази на NGC листи објеката дубоког неба.
Деклинација објекта је - 68° 13' 14" а ректасцензија 3h 47m 26,2s. Привидна величина (магнитуда) објекта NGC 1473 износи 13,0 а фотографска магнитуда 13,6. Налази се на удаљености од 17,907 милиона парсека од Сунца. NGC 1473 је још познат и под ознакама ESO 54-19, AM 0347-682, IRAS 03472-6822, PGC 13853.